# Carabodes tyrrhenicus
Carabodes tyrrhenicus är en kvalsterart som beskrevs av Salomone, Avanzati, Baratti och Bernini 2003. Carabodes tyrrhenicus ingår i släktet Carabodes och familjen Carabodidae. Inga underarter finns listade.